# Ælfwald d'Ànglia de l'Est
Ælfwald —en anglès antic Alfƿvell, («governant Elf»)— va regnar a l'Ànglia de l'Est del 713 al 749, un regne anglosaxó que inclou els actuals comtats anglesos de Norfolk i Suffolk. Va ser el darrer rei de la dinastia dels Wuffingas, quan succeí al seu pare Ealdwulf, que havia governat durant quaranta-nou anys. Ælfwald governà durant trenta-sis anys i amb prou feines va haver de fer cap mena d'acció militar externa ni va tenir lluites dinàstiques internes; representa un període llarg d'estabilitat pacífica pels angles orientals. Això va ser degut a diversos factors, incloent la naturalesa resolta dels angles orientals en afers eclesiàstics i la prosperitat deguda al comerç entre els ports de la desembocadura del Rin i el port dels angles a Gipeswic (moderna Ipswich). L'encunyació de sceattas anglosaxones s'incrementà en temps d'Ælfwald i s'ha suggerit que els llocs on s'han descobert altes concentracions d'aquestes monedes siguin una prova de l'existència de seques, mercats i activitat de producció pròpia.
Després de tornar de l'exili, Æthelbald de Mèrcia succeí a Ceolred i després va fer donacions a Crowland per l'Església. L' actitud amistosa d'Ælfwald cap a Æthelbald va ajudar a mantenir relacions pacífiques amb el seu veí més potent. La Vida de Guthlac, text que inclou informació sobre Æthelbald durant el seu període d'exili a Crowland, és un llibre dedicat a Ælfwald. Les versions més tardanes de la Vida revelen la qualitat alta d'aquest text, escrit anglès antic i produït a l'Ànglia Oriental durant el regnat d'Ælfwald. Fou un il·lustrat i devot rei cristià: la seva carta escrita a Bonifaci als volts de l'any 747 revela les seves habilitats diplomàtiques i dona un cop d'ull inesperat a la vida d'un governant que està per altra banda, envoltada de desconeixement.

## Llinatge
La nissaga dels angles orientals en la Genealogiae regum Anglorum arriba fins a Ælfwald, indicant que va ser compilada durant el seu regnat, possiblement al voltant del 726. Mostra Ælfwald com a fill d'Eadwulf, el llinatge retrocedeix en els ancestres passant per Ethelric, Eni, Tytila, Wuffa, Wehha, Wilhelm, Hryp, Hrothmund, Trygil, Tyttman, Caser (Caesar) i el déu Woden. La Historia Brittonum, probablement compilada a principis del segle ix, també té una versió (el de ortu regum Estanglorum) en ordre descendent, que mostra: "Woden engendrà Casser, que engendrà Titinon, que engendrà Trigil, que engendrà Rodmunt, que engendrà Rippan, que engendrà Guillem Guechan. Ell fou el primer que regnà a Gran Bretanya sobre els angles orientals. Guecha engendrà Guffa, que engendrà Tydil, que engendrà Ecni, que engendrà Edric, que engendrà Aldul, que engendrà Elric". No és segur si el darrer nom, Elric, és una confusió amb Ælfwald o si es refereix a un individu diferent.

## Accés al tron
Al seu accés al tron d'Ælfwald l'any 713, Ceolred de Mèrcia dominava a més sobre Lindsey i Essex. Ecgburgh, germana d'Ælfwald, era abadessa al monestir de Repton (Derbyshire) i l'educació d'Ælfwald era indubtablement cristiana.

## Dedicatòria en laVida de Guthlac
L'apropiació dels drets a obtenir rendiments de les terres que tenien els monestirs per a part de Ceolred de Mèrcia durant el seu regnat va crear descontentament entre els mercis. Per aquest motiu perseguí un cosí distant, Æthelbald, el net de Penda i germà Eowa. Æthelbald es va refugiar en l'inhòspit territori dels Fens de Crowland, on Guthlac, un altre descendent de la casa reial de Mèrcia, vivia com a ermità. Quan Guthlac va morir el 714, Ecgburgh, germana d'Ælfwald, proporcionà un taüt de pedra pel seu enterrament. Ceolred morí el 716, blasfemant i dement, segons els seus cronistes. El llinatge de Penda s'extingia i Æthelbald ascendí també com a rei de Mèrcia.
Æthelbald visqué fins al 757 i dugué el poder de Mèrcia a una alçada nova. No va oblidar el seu deute amb Crowland i aviat, després del seu ascens, feu construir una església nova en el lloc on Guthlac havia viscut com a ermità. La primera Vida de Guthlac, escrita pel monjo Fèlix, va aparèixer poc després de la mort de Guthlac. No se sap més d'aquest Fèlix, tot i que Bertram Colgrave ha observat que potser és un escolàstic que va tenir accés a l'obra de Beda i d'Aldhelm, a una Vida de sant Fursey i a obres llatines de sant Jeroni, de sant Atanasi d'Alexandria i de Gregori el Gran. Fèlix era o bé un angle oriental o vivia al regne quan va fer el llibre, el qual va ser escrit a petició d'Ælfwald. En la Vida, Fèlix retrata l'exili d'Æthelbald a Crowland i afirma el dret d'Ælfwald a governar l'Ànglia de l'Est. S'escrigueren dues versions en versos en anglès antic de la Vida basades en l'obra de Fèlix, els quals mostren el vigor heroic i modes elegíacs del regne d'Ælfwald.
Sam Newton ha proposat que el poema heroic en anglès antic Beowulf tingui els seus orígens en Ælfwald de l'Ànglia de l'Est.

## Els bisbes del rei

El regne de d'Ànglia Oriental durant el regnat d'Ælfwald

El bisbe Æcci ocupà la seu de l'Ànglia Oriental a Dommoc, després que es dividís cap al 673 i durant el regnat d'Eadwulf el succeí el bisbe Æscwulf. Al Concili de Clofeshoh del 716, Heardred assistí com a bisbe de Dommoc, mentre Nothberht hi assistí com a bisbe d'Elmham, havent succeït a Bedwinus.
Durant la dècada del 720, Cuthwine esdevenia bisbe de Dommoc. Cuthwine era conegut de Beda i viatjà a Roma, d'on va retornar amb un feix de manuscrits il·luminats, entre els quals estava la Vida i Treballs de Sant Pau, els Epigrammata de Pròsper d'Aquitània i el Carmen Pachale de Celi Seduli. Segons Beda, Ealdbeorht era bisbe de Dommoc i Headulacus bisbe d'Elmham el 731, però cap al 746 o el 747, Heardred II havia reemplaçat Aldberct.

## Desenvolupament del port de Gipeswic
Gipeswic fou el primer assentament dels angles orientals, la seva creació va precedir un segle a l'establiment d'altres ciutats dels anglosaxons com Norwich. Treballs d'excavació a Ipswich han revelat que la ciutat s'expandí fins a les 50 hectàrees (120 acres) durant el regant d'Ælfwald, quan era coneguda com a Gipeswic. Es considera generalment Gipeswic com la capital comercial del regne, que es desenvolupà sota el patronatge del rei d'Ælfwald.
Un entramat rectangular de carrers enllaçava l'inicial sector del moll amb l'extensió de la ciutat cap al nord i un antic camí que menava cap a l'est. El moll de Gipeswic també continuà desenvolupant-se d'una manera similar al sector del moll de Dorestad, al sud de la ciutat continental d'Utrecht, possiblement el seu principal soci comercial. El tramat urbà de Gipeswic, parts de la qual han sobreviscut, se subdividia en grups rectangulars d'edificis o insulae i les cases es construïen directament adjacents als carrers pavimentats. La ciutat tenia tallers de terrissa, on es produïa el que s'ha anomenat des dels anys 1950 vaixella d'Ipswich, que va obtenir la seva esplendor en aquesta època.
L'antiga església local, dedicada a santa Mildred, ha sigut datada en la dècada del 740, època en què les relíquies d'aquesta santa foren traslladades a l'abadia de Minster-in-Thanet per l'abadessa que la va succeir, Eadburh.

## Encunyacions
Les monedes del regnat d'Ælfwald són de les més primerenques encunyades a l'Ànglia de l'Est. L'encunyació de penics de plata, denominats sceattas, s'expandí durant aquell temps i diversos tipus són atribuïts a la producció de l'Ànglia de l'Est. La majoria d'ells s'inclouen en dues categories principals, anomenades sèries Q i R. Cap dels grups du cap nom reial o títol inscrits, per la qual cosa no es pot establir amb certesa quina fou l'autoritat que les emeté. La sèrie Q, amb afinitats northumbres, és més densament distribuïda a l'oest de l'Ànglia de l'Est, tot dal llarg el límit amb els Fens, entre la badia del Wash i Cambridge. La sèrie R, amb efígie o l'estàndard sense, derivava dels tipus originaris de Kent i es distribuïren més pel centre i l'est de l'Ànglia de l'Est, inclosa l'àrea d'Ipswich. Segons Michael Metcalf, la sèrie R també procedia de l'Ànglia de l'Est i van ser encunyades a Gipeswic.

## Carta a Bonifaci
Ha sobreviscut una carta d'Ælfwald a Bonifaci, dirigent de la missió gregoriana. Fou escrita en algun moment entre el 742 i el 749 i és un dels pocs documents supervivents del període que relata la història eclesiàstica de l'Ànglia de l'Est.
La carta, que és una resposta a Bonifaci el qual l'hi havia demanat el seu suport, revela la bona comprensió del llatí que tenia Ælfwald. La carta del rei tranquil·litza Bonifaci dient-li que el seu nom serà recordat pels angles orientals; conté un oferiment d'intercanviar pregàries: el rei i els angles pregaran per ell i se sotmetran a la seva autoritat en temes eclesiàstics i Bonifaci a canvi, pregarà a déu per les ànimes del rei i els seus súbdits i els ensenyarà el camí del bé segons el dogma cristià. Segons Richard Hoggett, hi ha una frase de la carta, in septenis monasteriorum nostorum sinaxis, que ha estat interpretada incorrectament pels historiadors els quals van creure que volia dir que en aquell temps hi havia set monestirs al regne d'Ælfwald en què se'n llegien pregàries, una teoria que ha estat difícil d'explicar pels estudiosos. Hoggett argumenta que les paraules d'aquesta frase es refereixen al nombre de cops que els monjos preguen durant el dia monàstic i no al nombre de monestirs existents llavors. Assenyala que aquesta interpretació va ser publicada per Haddan i Stubbs cap al 1869.

## Mort
Ælfwald morí el 749. No es coneix si va deixar un hereu immediat. Després de la seva mort, segons fonts medievals, l'Ànglia de l'Est fou repartida entre tres reis, en circumstàncies no aclarides.